# ایگائه
ایگائه (یونانی باستان: Αἰγαὶ) شهری بود در ساحل کیلیکیه باستان، در سمت شمالی خلیج ایسوس. اکنون با یک خور باریک دراز به نام خلیج اسکندرون از خروجی پیراموس (جهان امروزی) جدا شده‌است. در زمان استرابو شهری کوچک با بندر بود.